# Boceguillas
Boceguillas – niewielka miejscowość położona w prowincji Segowia, w regionie Kastylia i León, w Hiszpanii. Według spisu powszechnego z roku 2004 sporządzonego dla Instituto Nacional de Estadística (España) (INE), populacja miejscowości wynosi 649 mieszkańców. Obok przebiega autostrada i linia kolejowa Burgos − Madryt.
W dniach 29-30 listopada 1808 roku w Boceguillas kwaterował, przed bitwą pod Somosierrą, cesarz Napoleon Bonaparte.